# Maria Cantwell
Maria E. Cantwell (Indianapolis, 13 ottobre 1958) è una politica statunitense, senatrice per lo stato di Washington dal 2001 ed in precedenza membro della Camera dei rappresentanti per lo stesso stato dal 1993 al 1995.
Cantwell è membro del Partito Democratico, e si è schierata a favore della riforma del sistema sanitario e dell'aborto. Nelle primarie del 2008 ha sostenuto la candidatura di Hillary Clinton.
È nota in Italia per il suo impegno nella campagna a favore di Amanda Knox, condannata per l'omicidio di Meredith Kercher.